# Saint-Aybert

Saint-Aybert este o comună în departamentul Nord, Franța. În 1 ianuarie 2022 avea o populație de 331 de locuitori.